# Castillo de la Pobla de Lillet
El Castillo de la Pobla de Lillet es una parte de la fortificación construida por los Mataplana en el año 1293 en La Pobla de Lillet, en la comarca del Bergadá.

## Historia
Ramón II de Urtx, señor de Mataplana, que murió en 1297, tuvo un significado relieve en el nacimiento de La Pobla de Lillet. Él y su hijo Hugo de Mataplana, el 15 de abril de 1297 otorgaron carta de población a La Pobla de Lillet. El lugar escogido fue el cerro situado en la confluencia de tres ríos, y lugar adecuado para rodearlo de una muralla y para mejor defensa de los embates de algún pueblo invasor, dentro de la extensa y hermosa Valle de Lillet. Los señores de Mataplana quedaron encantados de tan fértil como era el valle, también de la situación y del lugar elegido para su residencia. Un valle abierto con grandes bosques y regado por tres ríos: Llobregat, Aritja y Regatell. Al dar la carta de edificación también se edificó la fortaleza, de modo que toda la baronía tuviera un bastión para su defensa en caso de guerra o ataque de otros huéspedes, y al mismo tiempo las personas que en ella vivieran tuvieran una salvaguarda y protección de los invasores de otras tierras.

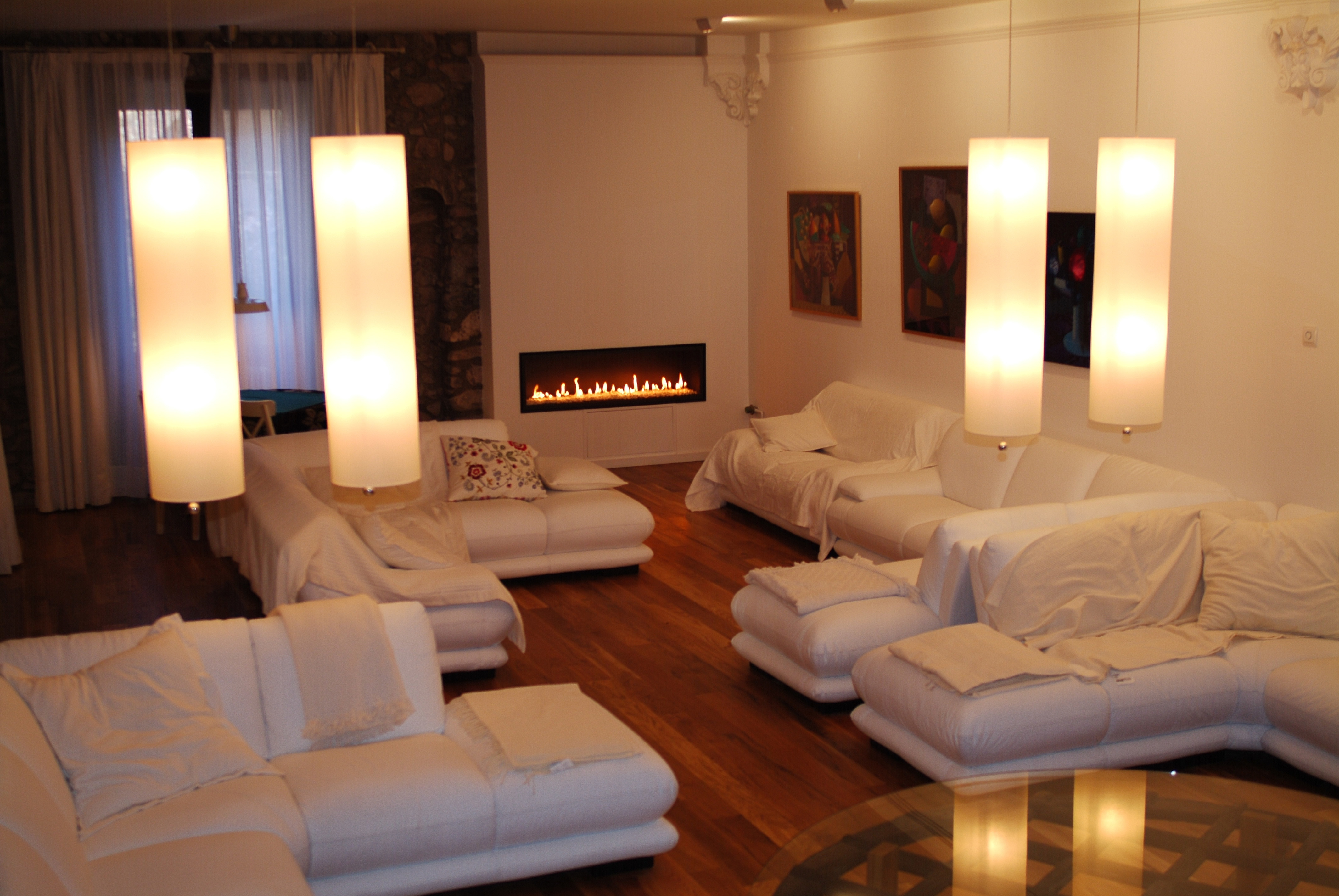
Amplia sala de estar con chimenea y con acceso al balcón que se ve en la fachada oeste

El edificio que contiene el portal de entrada fue modificado en su mitad sur para la ampliación de la Iglesia de Santa María de Lillet el siglo XVIII y la mitad norte se terminó de restaurar en el año 2007, después de casi 4 años de rehabilitación. Actualmente tiene la función de alojamiento turístico con zona de spa para grupos y estancias empresariales.

## Enlaces externos

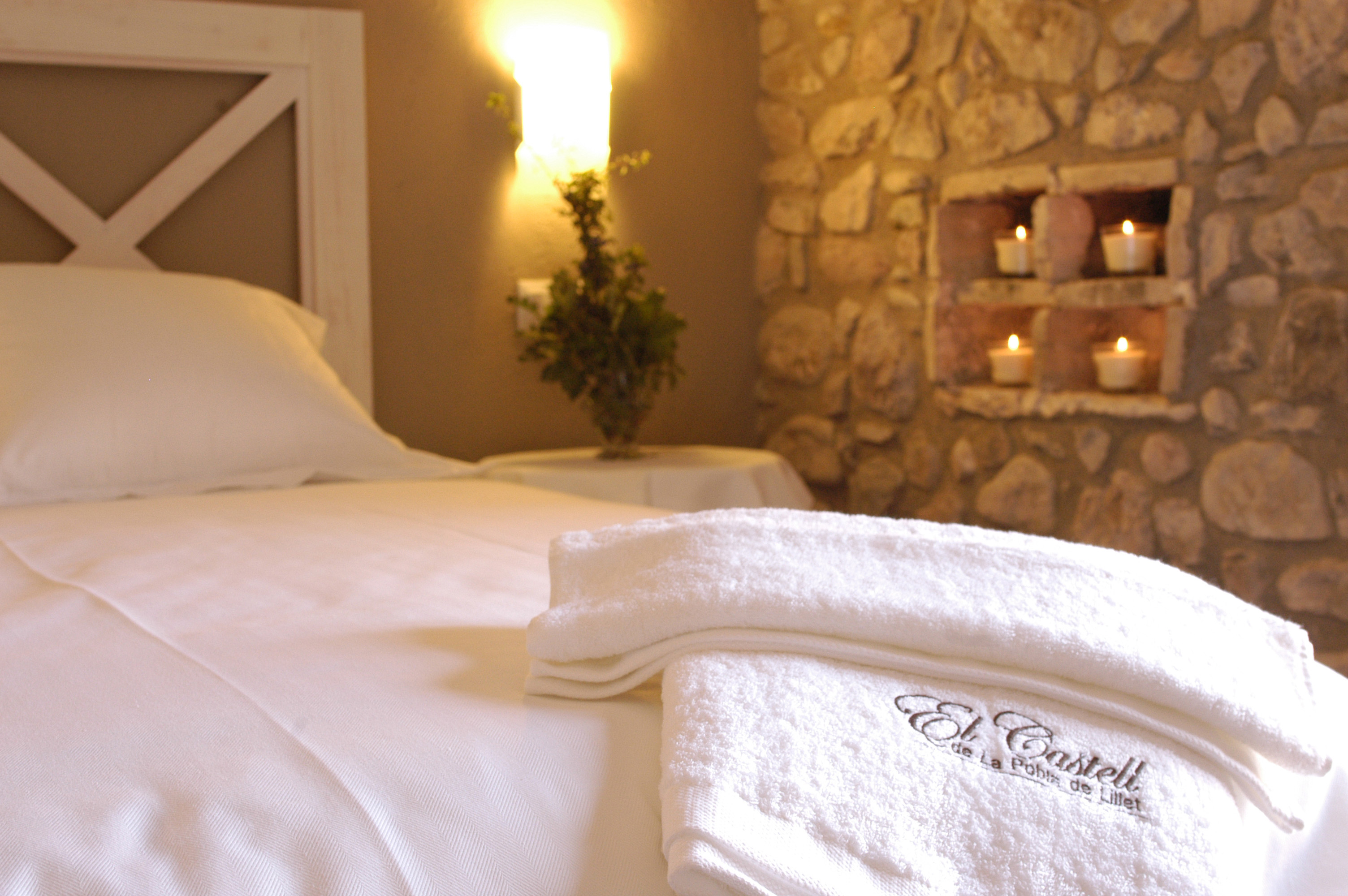
Detalle de un palomar en una de las habitaciones